# Château de Whittington
Le château de Whittington est un château du nord du Shropshire, en Angleterre, détenu et géré par le Whittington Castle Preservation Fund. Le château est à l'origine un château à motte et bailey, mais celui-ci est remplacé au XIIIe siècle par un château avec des bâtiments autour d'une cour dont le mur extérieur est la courtine de la cour intérieure. En tant que château des Marches galloises, il est construit à la frontière du Pays de Galles et de l'Angleterre, tout près du fort historique d'Old Oswestry.
Le château de Whittington est sur une propriété de 12 acres située dans le village de Whittington, dans le district de North Shropshire, dans le comté de Shropshire en Angleterre. Il jouxte Castle Road.
En 2003, une enquête historique et archéologique menée par Peter Brown et Peter King identifie que la cour extérieure du château est constituée de deux jardins élaborés et entourés d'eau au XIVe siècle. Cette découverte est significative dans la mesure où elle prouve l'état avancé (par rapport à celles des Français ou des Flamands) des habitudes de jardinage des Anglais. Le jardin « somptueux » est installé par un membre de la famille FitzWarin. Le monticule d'observation au centre est peut-être le plus ancien de ce type jamais découvert en Angleterre.

## Histoire

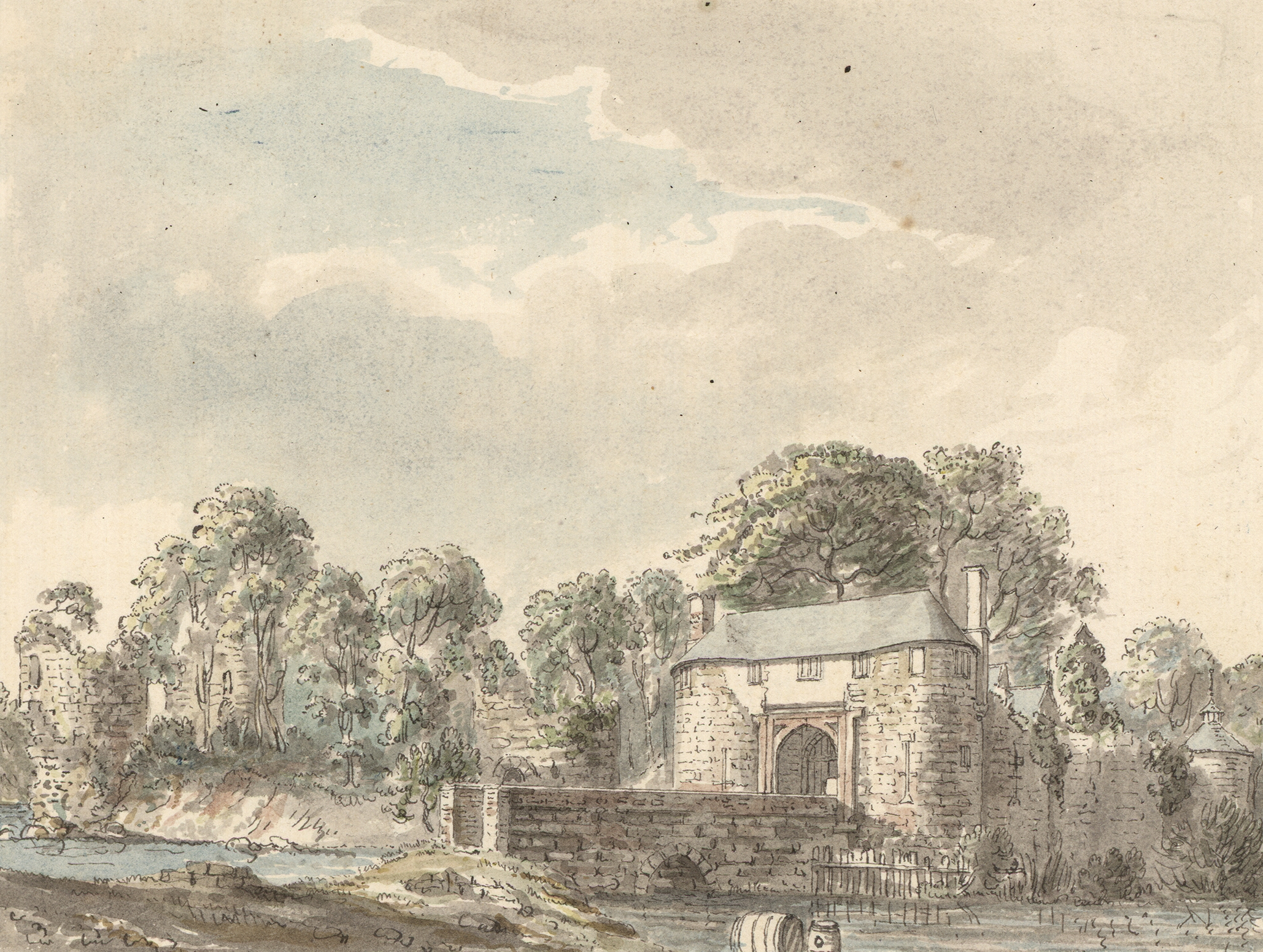
Château de Whittington v. 1778.

Whittington se trouve du côté anglais de la digue d'Offa, qui dans cette zone est la frontière normande entre l'Angleterre et le Pays de Galles. Le château de Whittington a peut-être commencé comme un manoir normand, bien qu'il n'y ait aucune preuve de cela. Le site est fortifié comme château pour William Peverel, en 1138, en soutien à l'impératrice Mathilde, fille d'Henri Ier contre le roi Étienne, neveu du roi Henri Ier et prétendant au trône pendant l'Anarchie. En 1149, la seigneurie de Whittington, comme Oswestry, est annexée par Madog ap Maredudd et devient une partie du royaume de Powys jusqu'à la mort de Madog en 1160,.
En 1165, Henri II confie le château à Roger de Powys, à qui il donne des fonds pour sa réparation vers 1173. Roger est suivi de son fils Meurig (ou Maurice), puis par son fils Werennoc. Une revendication rivale de Fulk III FitzWarin (qui le revendique apparemment sous les Peverels) n'est reconnue qu'en 1204, le conduisant à se rebeller contre le roi Jean. FitzWarin est gracié et le château et la seigneurie de Whittington, sans compter le château d'Overton, lui sont donnés. Le château passe ensuite dans la famille FitzWarin, tous appelés Fulk, jusqu'à la mort de Fulk XI en 1420.

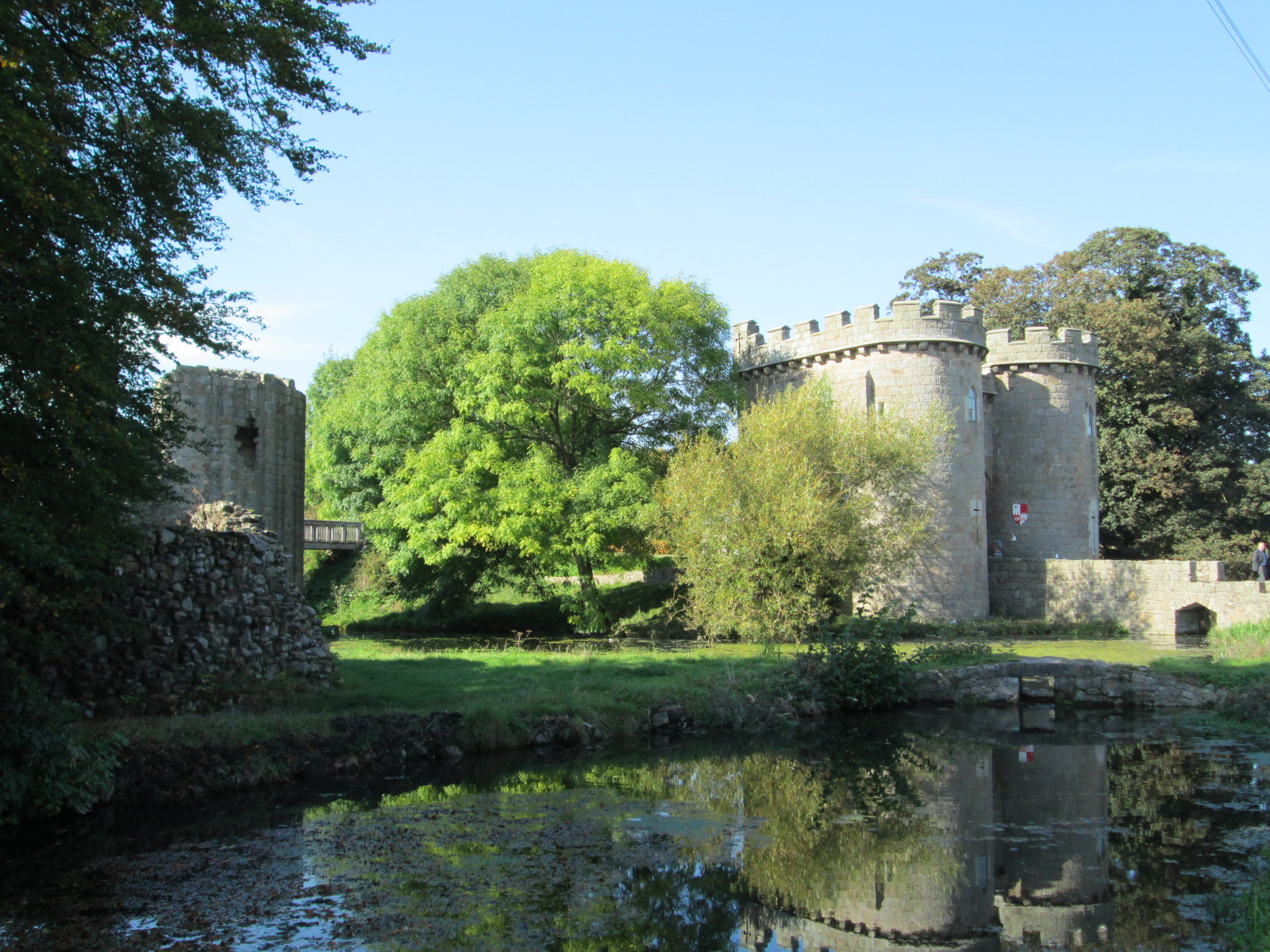
Château de Whittington, octobre 2014.

Le château est capturé et détruit par Llywelyn ab Iorwerth de Gwynedd en 1223. Il est restitué dans le cadre du traité de paix et est reconstruit en pierre, remplaçant la tour-donjon d'une motte et une cour intérieure par une cour intérieure avec des bâtiments le long d'une courtine et cinq tours sur une plate-forme surélevée entourée de douves, au-delà de laquelle se trouve une guérite ou barbacane. Pendant les quarante années suivantes, le château reste en possession anglaise, mais est cédé à Llywelyn ap Gruffudd par traité.
Après la défaite de Llewelyn ap Gruffydd en 1282, le château devient la résidence seigneuriale de la famille FitzWarin. Cependant, après la mort de Foulques VII en 1349, le château connait une longue période pendant laquelle les seigneurs sont presque toujours mineurs et généralement absents, même si quelques réparations sont effectuées vers 1402. La seigneurie est dévastée en 1404 lors de la rébellion d'Owain Glyndŵr, de sorte que la seigneurie ne valait plus rien en 1407. Cependant, le château n'est pas pris.
Il est occupé pendant la minorité de Fulk XI par sa mère et son nouveau mari William Lord Clinton, qui sont en conflit avec les habitants d'Oswestry qui ont abattu des chênes dans ses bois. Lorsque la lignée FitzWarin s'éteint en 1420, la seigneurie passe à la sœur de Fulk XI, Elizabeth, qui épouse Richard Hankeford. En 1422, le château est capturé par escalade par William Fitzwaryn (vraisemblablement un cousin revendiquant le château comme héritier mâle) et Richard Laken, mais rapidement restitué à Lord Clinton.
Leur fille, Thomasia, épouse William Bourghchier, portant ainsi la pairie FitzWarin dans la famille Bourchier. Leur petit-fils John Bourchier est nommé comte de Bath, mais son fils John Bourchier, 2e comte de Bath échange la seigneurie et le château en 1545 avec Henri VIII contre d'anciens domaines monastiques plus proches de la maison familiale principale du Devon.

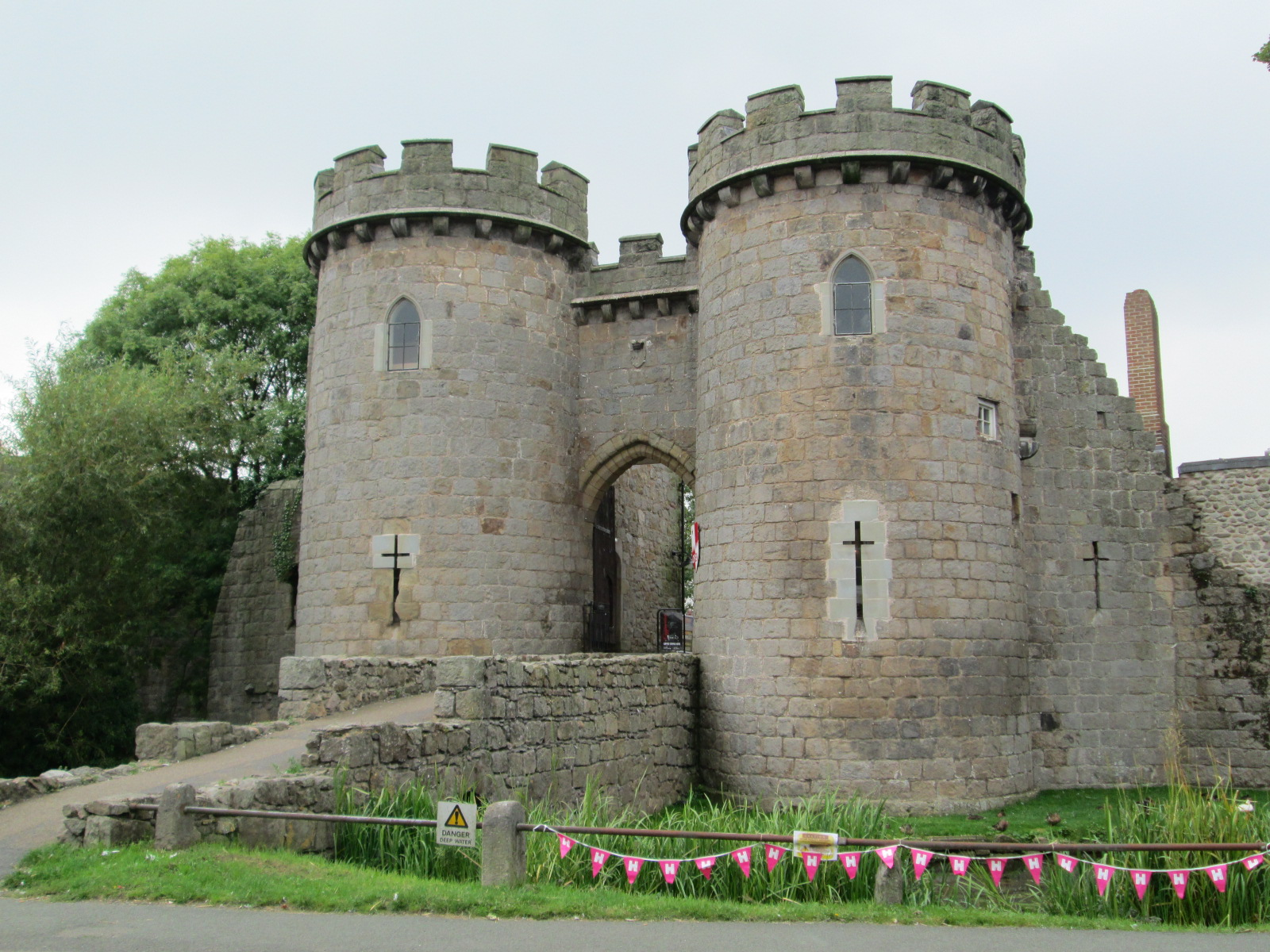
Corps de garde du château de Whittington.

Un relevé détaillé du château est réalisé au moment de l'échange. Il décrit certains bâtiments comme étant « en décrépitude ». Le château lui-même n’a probablement jamais été habité. Il passe entre différentes mains à William Albany, un marchand tailleur londonien, mais lui et ses descendants (à partir de 1750 la famille Lloyd d'Aston près d'Oswestry, qui possède toujours le château) vivent à Great Fernhill. Le petit-fils de William, Francis Albany, s'endette et vend son bois de Babbinswood à Arthur Kynaston de Shrewsbury, qui construit une forge à Fernhill, en utilisant la pierre du château. En 1632, la guérite du château est louée, le locataire étant autorisé à retirer « la pierre de taille du château ». Au moment de la guerre civile anglaise, le château de Whittington n'est évidemment plus défendable et rien ne prouve qu'il ait joué un rôle dans cette guerre. En 1673, le château (ou plutôt la guérite) est loué comme demeure romantique à Thomas Lloyd, un marchand londonien probablement à la retraite. Vers 1760, une des tours tombe dans les douves. Cette partie et d'autres parties du château sont utilisées pour construire des routes, dont probablement la nouvelle route à péage vers Ellesmere en 1776, pendant la minorité de William Lloyd.

## Restauration

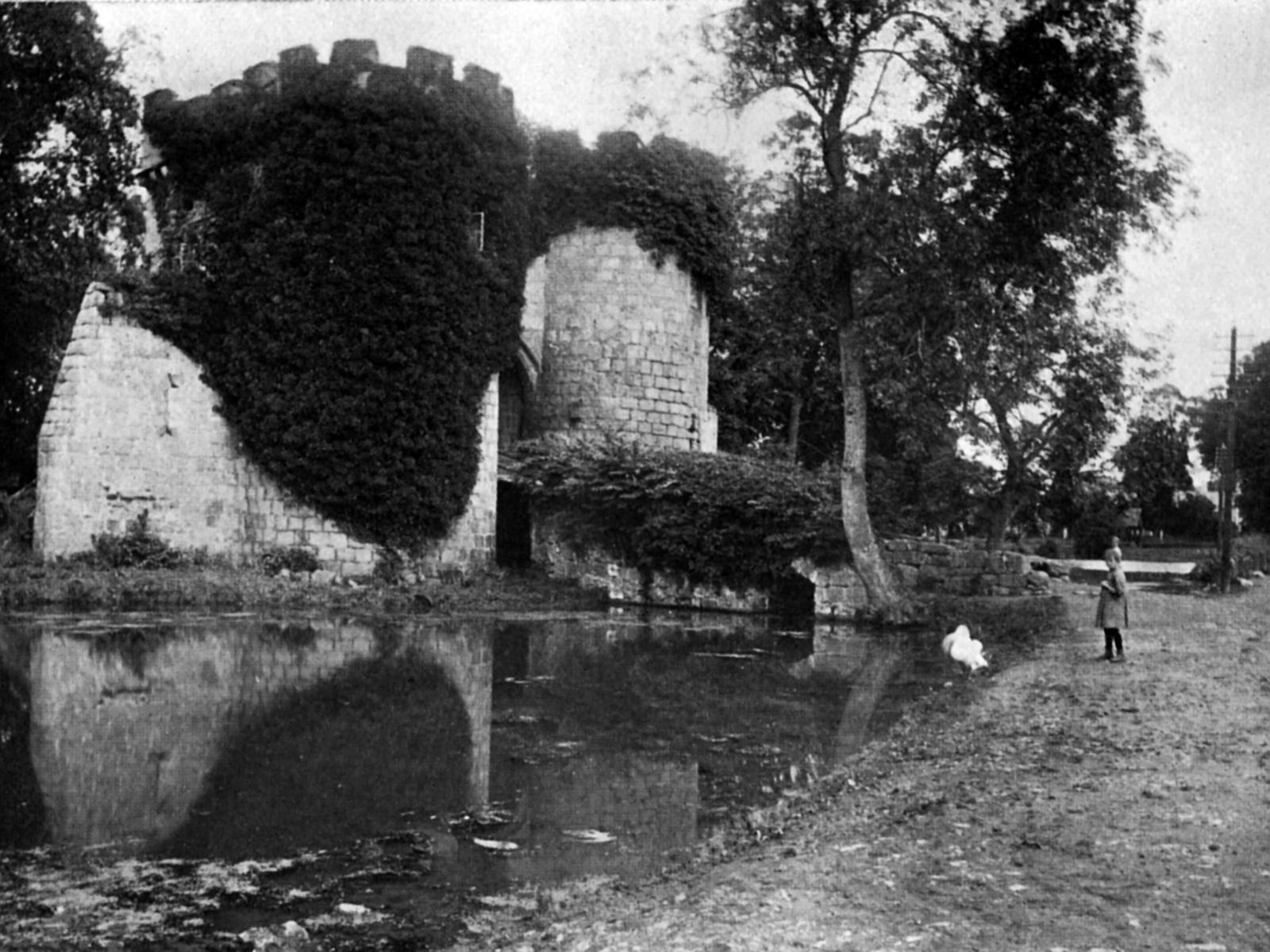
Cette photographie du château de Whittington avant sa récente rénovation est publiée dans l'ouvrage de Thos D. Murphy In Unfamiliar England (1910).

Le château fait face à l'ancienne ligne de Holyhead Road et est donc remarqué par les visiteurs. William Lloyd entreprend la restauration de la guérite vers 1808, la louant comme ferme. Cette maison continue à être occupée comme maison jusque dans les années 1990.
Le château de Whittington appartient actuellement au Whittington Castle Preservation Trust, une fiducie communautaire rurale créée en décembre 1998, dans le cadre d'un bail de 99 ans datant de 2002. La fiducie a récemment achevé un projet de rénovation de 1,5 million de livres sterling.